# Yūki Itō
Pour les articles homonymes, voir Ito.
Ne doit pas être confondu avec Yuki Ito (rugby à XV).
Yūki Itō (伊藤 有希, Yuki Ito), née le 10 mai 1994 à Shimokawa, est une sauteuse à ski japonaise. Elle est championne du monde par équipes en 2013 et vice-championne du monde en individuel en 2015 et 2017.

## Parcours sportif

### Coupe continentale
Yūki Itō commence sa carrière internationale en prenant part à l'épreuve de Coupe continentale féminine de saut à ski à Zao au Japon le 5 mars 2007 ou elle termine 17e. Elle participe également à trois autres concours au Japon durant le mois de mars 2007 avec plus de réussite, puisqu'elle prend la 5e place le 6 mars également à Zao, puis la 4e place le 9 mars à Sapporo, et enfin monte sur le podium le 10 mars 2007 toujours à Sapporo, devant Ulrike Graessler, et devancée de seulement un demi point par Anette Sagen, alors la sauteuse la plus titrée du saut féminin. Yūki Itō n'a alors pas encore 13 ans ; en 2011, c'est encore la plus jeune à être montée sur un podium depuis la création de la Coupe continentale féminine.

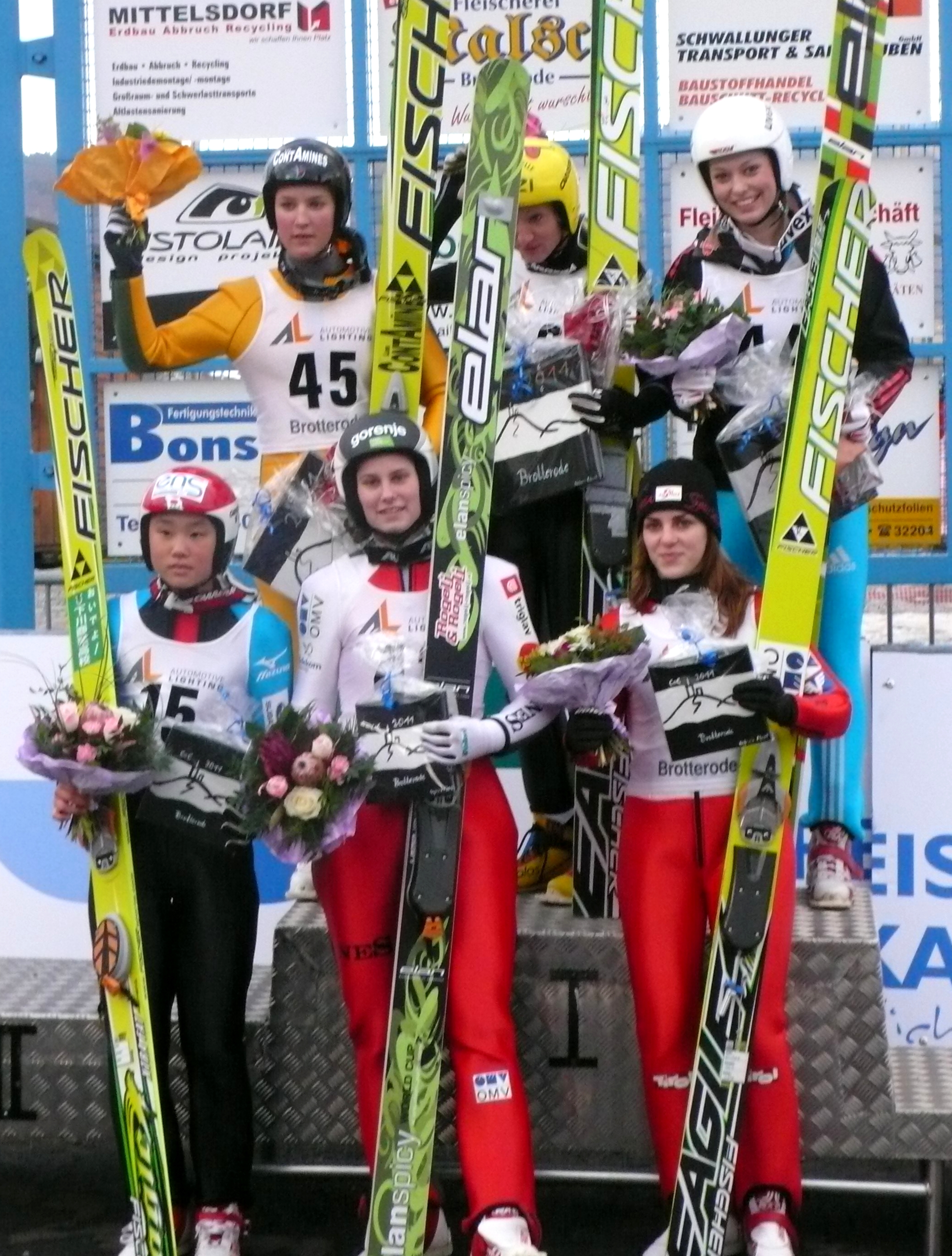
Yūki Itō, quatrième à Brotterode le 6 février 2011

Elle prend part ensuite aux Coupes continentales successives estivales et hivernale, et se fait remarquer à nouveau durant l'été 2009, avec des places de 5e à Oberwiesenthal le 15 août, puis de 4e le 21 août et 3e le 22 août à Lillehammer, de nouveau devant Ulrike Graessler, et à un demi point derrière Sarah Hendrickson.
L'été 2010 lui est également favorable : elle termine à la 5e place de la Coupe derrière sa compatriote Sara Takanashi, en étant régulièrement aux places d'honneur, et en montant une fois sur la troisième marche du podium à Oberwiesenthal le 21 août 2010.
Comme les autres sauteuses japonaises, elle n’apparaît en hiver 2010/2011 en compétition internationale que le 5 février 2011 à Brotterode ; elle y prend la septième place, puis la quatrième le lendemain. Yūki Itō termine la saison en remportant l'unique concours se déroulant au Japon, profitant de l'absence des meilleures sauteuses, Daniela Iraschko et Coline Mattel ne s'étant pas déplacées au Japon, et Sara Takanashi n'ayant pas sauté non plus. Elle termine la saison à la 17e place, en n'ayant sauté que lors de sept concours sur les vingt organisés cette saison.

### Coupe du monde et Grand Prix
Le 18 janvier 2014, elle monte pour la première fois sur un podium de Coupe du monde en prenant la deuxième place du concours de Zaō. Elle finit troisième du classement général de la saison 2013-2014.
Durant la saison 2015-2016, elle est présente deux fois sur des podiums individuels à Nijni Taguil et Lahti.
En début d'année 2017, elle arrive à concurrencer Sara Takanashi, dominatrice du sport en remportant cinq concours dont trois devant le public japonais. Après une victoire sur le prestigieux site d'Holmenkollen, elle est deuxième du classement général, le meilleur de sa carrière. Elle remporte ensuite une manche du Grand Prix d'été 2017 à Frenstat.
En 2017-2018, elle reste au contact des meilleures (quatrième du classement général et 3 podiums à Lillehammer, Zaō et Oslo), mais ses seules victoires ont lieu par équipes à Hinterzarten et Zaō.

### Championnats du monde junior
Yūki Itō participe aux Championnats du monde junior de saut à ski féminin en 2008 à Zakopane (18e), en 2009 à Štrbské Pleso (10e), en 2010 à Hinterzarten où elle prend la 17e place.
Pas plus qu'aucune autre sauteuse japonaise, Yūki Itō n'est présente aux compétitions de début de saison hivernale 2010-2011 ; sa première apparition internationale de 2011 est à l'occasion des Championnats du monde junior de ski nordique à Otepää, où elle se fait remarquer dès la première séance d'entrainement le 25 janvier en signant le quatrième puis le troisième plus long saut. Elle confirme le jour du concours le 27 janvier 2011, en prenant la 3e place, et remportant donc la première médaille japonaise aux Championnats du monde junior féminin.
En 2012 elle se place 7e du concours à Erzurum remporté par sa compatriote Sara Takanashi. Pour le premier concours par équipes des Championnats du monde junior féminin, celui de 2011 ayant été annulé au dernier moment, Yūki Itō fait partie de l'équipe qui remporte la médaille d'or, avec ses équipières Yurina Yamada, Kaori Iwabuchi et Sara Takanashi.
À Liberec en 2013, Yūki Itō est douzième. Elle est aussi équipière du Japon pour le concours par équipes, mais avec Mizuki Yamaguchi et Sara Takanashi, elles ne prennent que la cinquième place, ayant perdu leurs chances pour cause de disqualification de Yuka Kobayashi au premier saut.
En 2014, elle obtient son meilleur résultat individuel clairement avec une quatrième place et est de nouveau titrée au concours par équipes.

### Championnats du monde et Jeux olympiques
Yūki Itō participe au premier championnat du monde de saut à ski féminin de Liberec en 2009, et y prend la 17e place.
Elle prend part également au championnat du monde de saut à ski féminin d'Oslo en 2011, et y obtient la 15e place.
En 2013, elle devient championne du monde par équipes mixtes avec Sara Takanashi, Daiki Ito et Taku Takeuchi.
Elle fait partie des participantes du premier concours olympique de l'histoire pour les femmes en 2014 à Sotchi, se plaçant finalement septième. Quatre ans plus tard, lors des Jeux olympiques De Pyeongchang, elle décroche un autre top dix avec le neuvième rang.
En 2015, elle obtient sa première récompense individuelle en grand championnat avec une place de vice-championne du monde derrière Carina Vogt et devant Daniela Iraschko et est médaillée de bronze par équipes mixtes.
En 2017, elle est de nouveau vice-championne du monde derrière Vogt.

## Palmarès

### Jeux olympiques
| Épreuve / Édition | Sotchi 2014 | Pyeongchang 2018 | Pékin 2022 |
| Individuel        | 7e          | 9e               | 13e        |

### Championnats du monde
| Épreuve / Édition  | Liberec 2009                     | Oslo 2011                        | Val di Fiemme 2013               | Falun 2015                       | Lahti 2017                       | Seefeld 2019 |
| Individuel         | 17e                              | 15e                              | 20e                              | Argent                           | Argent                           | 15e          |
| Par équipes mixtes | Épreuve inexistante à cette date | Épreuve inexistante à cette date | Or                               | Bronze                           |                                  | 5e           |
| Par équipes        | Épreuve inexistante à cette date | Épreuve inexistante à cette date | Épreuve inexistante à cette date | Épreuve inexistante à cette date | Épreuve inexistante à cette date | 6e           |

### Coupe du monde
- Meilleur classement général : 2e en 2017.
- 27 podiums individuels : 9 victoires, 10 deuxièmes places et 8 troisièmes places.
- 6 podiums par équipes : 3 victoires, 2 deuxièmes places et 1 troisième place.

#### Victoires individuelles
| Année     | Lieu                                                                        |
| 2016-2017 | Sapporo (Japon), Zao (Japon) 2×, Pyeongchang (Corée du Sud), Oslo (Norvège) |
| 2022-2023 | Willingen (Allemagne), Lahti (Finlande)                                     |
| 2023-2024 | Lillehammer (Norvège), Sapporo (Japon)                                      |

#### Classements généraux annuels
| Année | Rang |
| 2012  | 20e  |
| 2013  | 18e  |
| 2014  | 3e   |
| 2015  | 5e   |
| 2016  | 8e   |
| 2017  | 2e   |
| 2018  | 4e   |
| 2019  | 12e  |
| 2020  | 12e  |
| 2021  | 14e  |
| 2022  | 8e   |

### Championnats du monde junior
| Épreuve / Édition | Zakopane 2008 | Štrbské Pleso 2009 | Hinterzarten 2010 | Otepää 2011 | Erzurum 2012 | Liberec 2013 | Val di Fiemme 2014 |
| Individuel        | 18e           | 10e                | 17e               | Bronze      | 7e           | 12e          | 4e                 |
| Par équipes       |               |                    |                   |             | Or           | 5e           | Or                 |

### Coupe continentale
- Meilleur classement : 5e en été 2010[5].
- 5 podiums, dont 1 victoire[6].

Palmarès en 2019

### Grand Prix
- Meilleur classement général : 2e en 2015.
- 13 podiums individuels, dont 1 victoire.